# Cyclone Global Navigation Satellite System
Cyclone Global Navigation Satellite System, en abrégé CYGNSS, est une constellation de huit petits satellites météorologiques de la NASA dont le lancement a eu lieu le 15 décembre 2016. Leur mission est de fournir aux systèmes de prévision météorologique des données sur l'apparition et l'évolution des cyclones tropicaux. D'un point de vue scientifique, il s'agit de mieux comprendre les interactions entre les masses d'air et l'océan au cœur de ces phénomènes météorologiques. CYGNSS est la première d'une nouvelle catégorie de missions d'Observation de la Terre à coût réduit, la classe classe Earth Venture. 

## Contexte

### L'utilisation du signal GPS à des fins scientifiques
Depuis la mise en place des systèmes de positionnement par satellites (GPS, Glonass, Galileo, Beidou) l'orbite basse de la Terre est plongée dans un flux constant de signaux émis par les satellites les composant. Ces signaux, dont les caractéristiques sont connues avec une très grande précision (forme du signal, point de départ, heure d'émission, etc.), fournissent un référentiel qui peut trouver de nombreuses applications. Une de celles-ci consiste à étudier la réflexion de ce signal sur la surface des océans pour mesurer les caractéristiques des vagues (hauteur, direction) et en déduire la direction et la vitesse du vent. L'étude de la réflexion du signal en bande L (1 à 1,5 GHz) émis par les satellites GPS est particulièrement bien adapté à ce type de mesure car il est peu perturbé durant la traversée de l'atmosphère y compris lorsque de nombreux nuages sont présents. Le fait de ne pas à avoir à embarquer l'émetteur du signal radio permet de recourir à des satellites de petite taille. Une première utilisation expérimentale a été tentée en 2003 avec un récepteur GPS embarqué sur le satellite UK-DMC-1 de la société anglaise Surrey Satellite Technology Ltd (SSTL). 

### Objectif de la mission CYGNSS

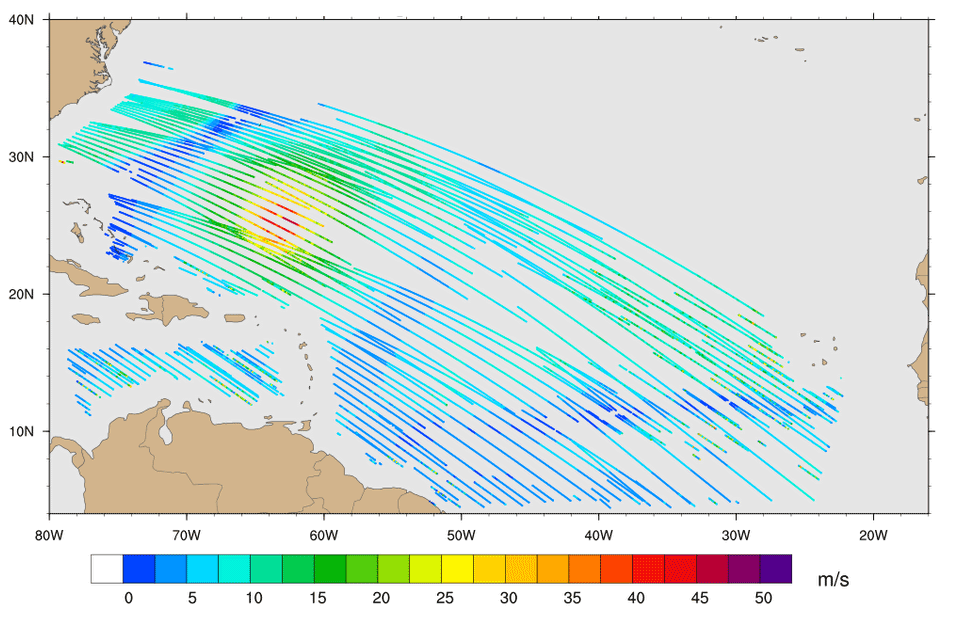
Exemple de relevé de la vitesse des vents à la surface de l'océan Atlantique au niveau des Antilles effectué par la constellation de satellites CYGNSS sur une période de 6 heures.

La NASA décide en 2012 de tester cette technique dans le cadre de la mission CYGNSS constituée d'une constellation de 8 nanosatellites. Cette mission doit permettre notamment de fournir des données sur les cyclones aux services météorologiques américains qui étaient  produites jusqu'en 2009 par le satellite QuikSCAT avant que le radar qui équipait celui-ci ne tombe en panne. Grâce au grand nombre de satellites effectuant des mesures, CYGNSS doit permettre de mesurer de manière très fréquente les évolutions d'un cyclone et de mieux anticiper les mesures à prendre sur place. Sur le plan scientifique, la mission doit améliorer la compréhension du couplage entre les propriétés de la surface des océans, la thermodynamique atmosphérique et les processus radiatif et convectif au cœur d'un cyclone tropical.

### La classe de missions Venture
En 2012 la NASA débloque un budget de 152 millions US$ sur 5 ans pour le développement de la mission CYGNSS. et confie la construction des satellites à Southwest Research Institute (SwRI) située à San Antonio au Texas, à la filiale américaine de SSTL et à l'université du Michigan pour les aspects scientifiques. La mission CYGNSS fait partie, au sein du programme Earth System Science Pathfinder (pt) de la NASA, d'une nouvelle catégorie de missions d'Observation de la Terre à coût réduit, la classe Venture. Celle-ci doit permettre à la NASA de remplacer sa flotte vieillissante de satellites d'Observation de la Terre  dans un contexte de réduction budgétaire et de renchérissement des coûts de développement,.  

## Mode opératoire
Chacun des huit nano-satellites d'une masse d'environ 29 kg embarque un instrument DDMI (Delay Doppler Mapping Instrument) qui permet d'analyser les signaux GPS. Les signaux GPS reçus directement par une antenne pointée vers le zénith fournissent la position du satellite, tandis que des antennes situées au nadir reçoivent des signaux GPS réfléchis par l'océan. Ces derniers sont analysés pour déterminer l'état de la surface de l'océan et en déduire la vitesse du vent en surface. Chacun des huit satellites est capable d'analyser quatre signaux réfléchis par seconde. Cette fréquence combinée avec le nombre de satellites permet une fréquence de visite d'un site donné élevée (un passage une fois tous les 2 à 4 heures) et de pouvoir étudier la genèse, le renforcement et la mort d'un cyclone tropical. Les satellites devraient permettre de mesurer la vitesse du vent avec une précision de 2 m/s avec une résolution spatiale de 5 km.

## Caractéristiques techniques
Chaque satellite d'une masse évaluée à 27,5 kg est stabilisé 3 axes. Son orientation est maintenue avec une précision d'environ deux degrés par des roues de réaction et des magnéto-coupleurs. Des panneaux solaires couvrent le corps du satellite tourné vers le Soleil ainsi que deux ailes qui sont déployées en orbite, les cellules solaires fournissant environ 49 watts. Les communications se font en bande S et permettent un débit de 1,25 mégabits/s. Le satellite une fois ses ailes déployées a une envergure de 176 cm pour une largeur de 42,5 cm et une hauteur maximale de 18,6 cm. Les huit satellites sont régulièrement espacés sur une orbite basse à 500 km d'altitude avec une inclinaison qui leur permet de balayer périodiquement les latitudes basses où les cyclones tropicaux apparaissent.

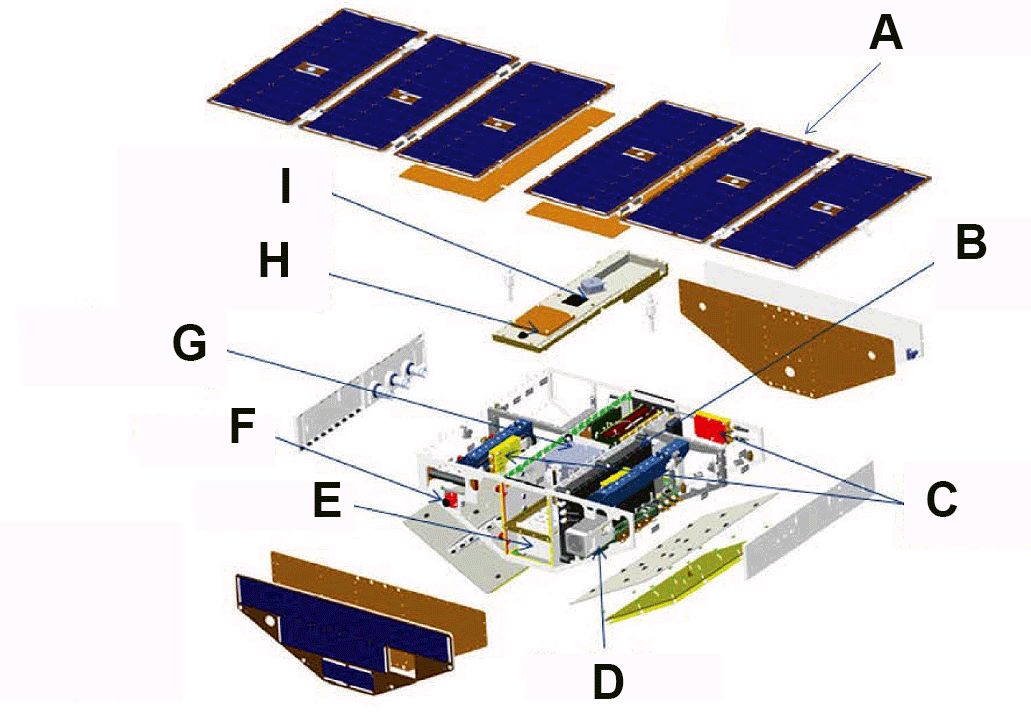
Schéma d'un des 8 satellites CYGNSS. A : Panneaux solaires - B : Récepteur - C : Amplificateurs (3 dont 2 visibles) - D : Viseur d'étoiles - E : Batteries (2) - F : Capteur solaire - G : roues de réaction H : Antenne bande S - I : Antenne bande L

## Déroulement de la mission

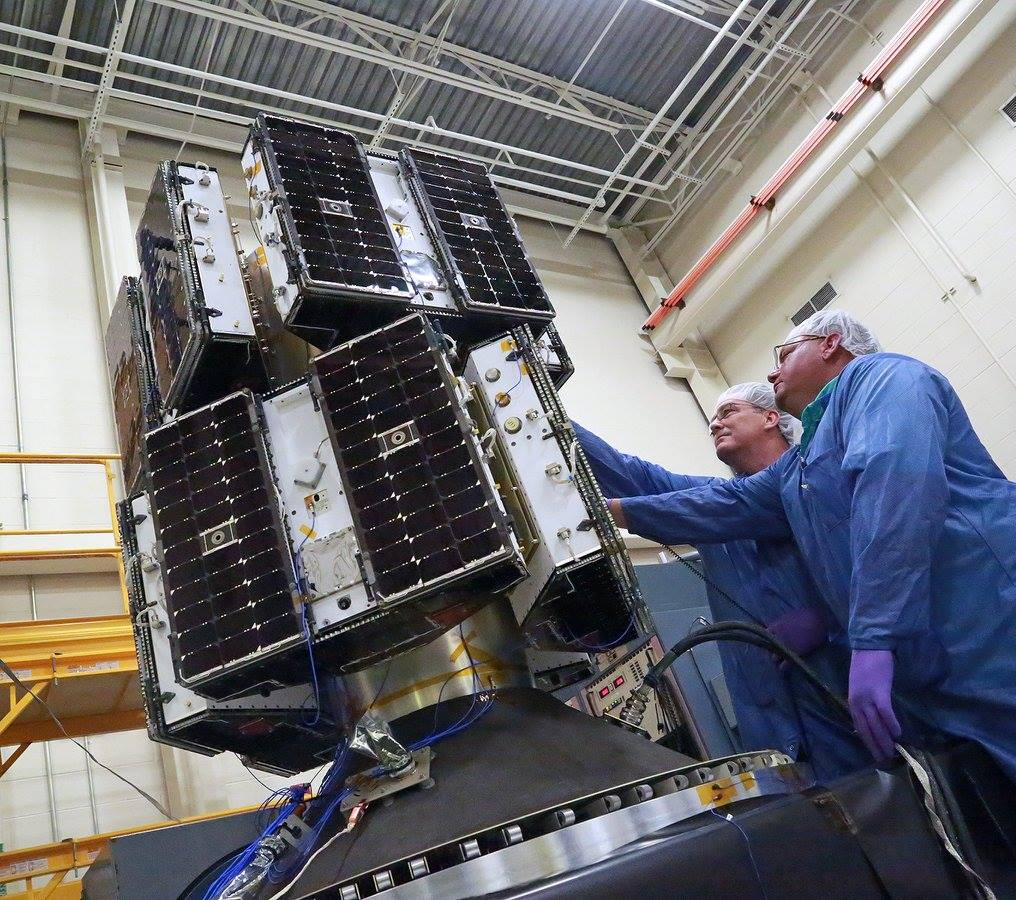
Les 8 satellites CYGNSS montés sur leur adaptateur peu avant le lancement.

Les huit satellites CYGNSS ont été placés en orbite le 15 décembre 2016 par un lanceur aéroporté Pegasus-XL dont l'avion porteur avait décollé depuis l'aéroport de cap Canaveral. Les satellites sont déployés par paire sur une orbite basse de 510 km avec une inclinaison orbitale de 35°. L'objectif assigné à la mission est de disposer de mesures sur 2 saisons cycloniques (2 ans) mais les concepteurs espèrent pouvoir disposer de 5 années de mesures,.